# Stoombootmaatschappij Carsjens

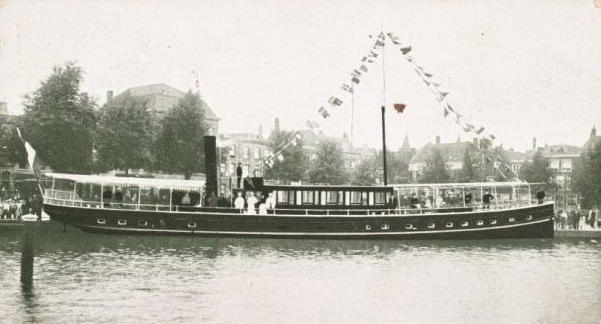
Gepavoiseerd (versierd) schip van de Stoombootmaatschappij "Carsjens" voor de rondvaart over de plassen (afgemeerd aan de Beestenmarkt te Leiden, 1905)

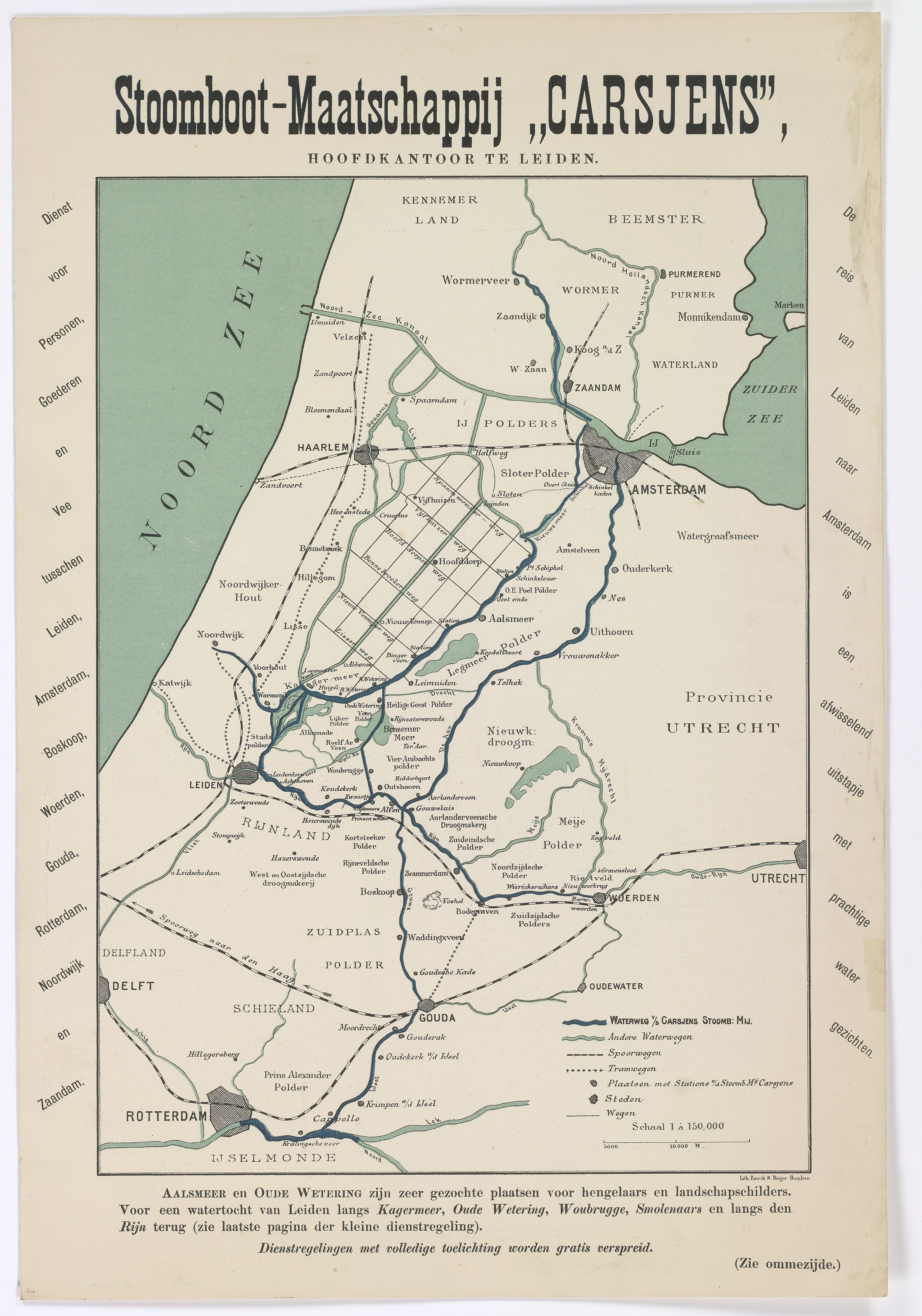
Reclamebiljet van Carstens uit 1900. In donkerblauw de door Carsjens bediende trajecten

Stoombootmaatschappij Carsjens was een vervoersonderneming met stoomboten in West-Nederland. Het bedrijf heeft bestaan van 1855 tot 1915. Carsjens was een beurtvaartonderneming en het bedrijf vervoerde passagiers, vracht en vee volgens een dienstregeling langs vaste trajecten. De onderneming bediende met haar groene stoomboten onder meer Leiden, Alphen aan den Rijn, Gouda, Rotterdam en Amsterdam.

## Geschiedenis
De onderneming werd in 1855 opgericht door Frederik Martin Carsjens (1809-1889). Naar verluidt was hij kapitein op een koopvaardijschip en kreeg hij een groot geldbedrag (als voorschot of als beloning) vanwege zijn optreden bij een schipbreuk. In ieder geval kwam hij in 1855 met zijn gezin van Amsterdam naar Alphen aan den Rijn en richtte de Stoombootmaatschappij F.M. Carsjens op. De eerste lijnverbinding van Carsjens was tussen Leiden en Amsterdam via De Kaag, Oude Wetering en Aalsmeer. Het was in eerste instantie een gecombineerde dagelijkse dienst voor vracht en personen. Later werd dit gesplitst en kwamen er naast de vrachtverbinding vier dagelijkse afvaarten voor passagiers.
In 1861 verhuisde de familie naar Oudshoorn. In 1872 had Carsjens vier schepen in de vaart. In 1876 droeg Carsjens het bedrijf over aan zijn twee zonen Wouter Dirk (1846-1896) en Frederik Johan George (1850-1886). Na het overlijden van Wouter Dirk in 1896 trok zijn weduwe zich terug uit de N.V. Stoombootmaatschappij Carsjens. Haar schoonzoon Pieter Johannes Weijenbergh zette het bedrijf voort met kantoren in Amsterdam en Leiden (Haven nr 14). Naast de uitvoering van lijndiensten ging het bedrijf zich zomers ook richten op rondvaarten voor toeristen naar de Kagerplassen en het Brasemermeer. 

### Concurrentie
De lijnverbindingen werden door meerdere maatschappijen in concurrentie uitgevoerd. Van en naar Leiden was sprake van flinke concurrentie door uiteindelijk vier maatschappijen: naast Carsjens ook Stoombootreederij 'De Vereeniging' van reder Van der Linden, de Leidsche Stoombootmaatschappij 'De Volharding' en P.D. Planier. Op het hoogtepunt van de stoombootdiensten in 1893 had Carsjens zeven schepen in gebruik. 'De Volharding' had er zelfs tien. In 1900 sloot “De Vereeniging” zich bij Carsjens aan.
Ook van de trein moet enige concurrentie uitgegaan zijn, maar door het aantal waterwegen konden boten op veel meer plaatsen komen dan het spoor. In het gebied waarin Carsjens opereerde zorgden de toenmalige Haarlemmermeerspoorlijnen echter wel voor geduchte concurrentie, die voor Carsjens doorslaggevend bleek. Op 10 juni 1915 werd in Den Haag het faillissement over de N.V. Stoombootmaatschappij Carsjens uitgesproken. Dit vlak voor het 60-jarig bestaan. 'De Volharding' nam een aantal schepen over, een andere koper was N.V. Van der Schuyt te Rotterdam.